# Hrabstwo McLean (Illinois)
Hrabstwo McLean – hrabstwo w USA, w stanie Illinois, według spisu z 2000 roku liczba ludności wynosiła 150 433. Siedzibą hrabstwa jest Bloomington.

## Geografia
Według spisu hrabstwo zajmuje powierzchnię 3072 km², z czego 3065 km² stanowią lądy, a 7 km² (0,23%) – wody. Hrabstwo McLean jest największym hrabstwem w stanie Illinois.

### Sąsiednie hrabstwa
- Woodford Ogle – północny zachód
- Hrabstwo Livingston – północny wschód
- Hrabstwo Ford – wschód
- Hrabstwo Champaign – południowy wschód
- Hrabstwo Piatt – południe
- Hrabstwo DeWitt – południe
- Hrabstwo Logan – południowy zachód
- Hrabstwo Tazewell – zachód

## Historia
Zanim na tereny hrabstwa przybyli pierwsi osadnicy, ziemie te zamieszkiwali Indianie z plemiona Kickapoo, Delawarowie, i Pottawatomie. Najliczniejsza grupę stanowili Kickapoos. W 1829 roku większość plemion opuściła te tereny, choć w czasie wojny Czarnego Jastrzębia w 1832 istniała jeszcze dość duża społeczność indiańska.
Pierwszymi osadnikami byli John Hendrix i jego rodzina. Osiedlili się w miejscu zwanym  Blooming Grove na wiosnę 1822 roku. Niebawem dołączyła do nich rodzina Johna W. Dawsona, a w 1822 roku mieszkały tu już rodziny Orendorff, Williama i Thomasa, Johna Bensona i W. H. Hodge. W 1824 roku  Gardner Randolph założył osadę Randolph's Grove, a po nim tereny te szybko zaludniały się.
Wcześni osadnicy Hrabstwa McLean znajdowali tu mnóstwo dzikiej zwierzyny, jelenie, indyki, wilki i mniejsze ptaki. Byli oni dobrymi myśliwymi. Futra zwierząt były ich pierwszym artykułem handlowym, często zastępującym pieniądze.
Teren hrabstwa McLean były pod jurysdykcją różnych hrabstw. Rok przed przyłączeniem do administracji stanowej McLean było pod kontrolą hrabstwa Crawford. W 1819 roku tereny zostały przyłączone do hrabstwa Clark. Pierwsi osadnicy większą przychylnością darzyli hrabstwo Fayette, które zostało założone w 1821 roku i ciągnęło się na północ do rzeki Illinois.
Hrabstwo McLean zostało założone 25 grudnia 1830 roku z hrabstwa Tazeweel. Zostało nazwane na cześć polityka Johna McLeana, senatora Stanów Zjednoczonych z Illinois.

## Demografia
Według spisu z 2000 roku hrabstwo zamieszkuje 150 433 osób, które tworzą 56 746 gospodarstw domowych oraz 35 466 rodzin. Gęstość zaludnienia wynosi 49 osób/km². Na terenie hrabstwa jest 59 972 budynków mieszkalnych o częstości występowania wynoszącej 20 budynków/km². Hrabstwo zamieszkuje 89,19% ludności białej, 6,19% ludności czarnej, 0,16% rdzennych mieszkańców Ameryki, 2,05% Azjatów, 0,03% mieszkańców wysp Pacyfiku, 1,01% ludności innej rasy oraz 1,36% ludności wywodzącej się z dwóch lub więcej ras, 2,55% ludności to Hiszpanie, Latynosi lub inni.
W hrabstwie znajduje się 56 746 gospodarstw domowych, w których 31,50% stanowią dzieci poniżej 18. roku życia mieszkające z rodzicami, 50,90% małżeństwa mieszkające wspólnie, 8,80% stanowią samotne matki oraz 37,50% to osoby nie posiadające rodziny. 27,60% wszystkich gospodarstw domowych składa się z jednej osoby oraz 8,10% żyje samotnie i ma powyżej 65. roku życia. Średnia wielkość gospodarstwa domowego wynosi 2,45 osoby, a rodziny wynosi 3,03 osoby.
Przedział wiekowy populacji hrabstwa kształtuje się następująco: 23,50% osób poniżej 18. roku życia, 18,60% pomiędzy 18. a 24. rokiem życia, 29,20% pomiędzy 25. a 44. rokiem życia, 19,00% pomiędzy 45. a 64. rokiem życia oraz 9,70% osób powyżej 65. roku życia. Średni wiek populacji wynosi 30 lat. Na każde 100 kobiet przypada 93,60 mężczyzn. Na każde 100 kobiet powyżej 18. roku życia przypada 90,40 mężczyzn.
Średni dochód dla gospodarstwa domowego wynosi 47 021 dolarów, a średni dochód dla rodziny wynosi 61 073 dolarów. Mężczyźni osiągają średni dochód w wysokości 41 290 dolarów, a kobiety 28 435 dolarów. Średni dochód na osobę w hrabstwie wynosi 22 227 dolarów. Około 4,10% rodzin oraz 9,70% ludności żyje poniżej minimum socjalnego, z tego 7,00% poniżej 18. roku życia oraz 5,00% powyżej 65. roku życia.

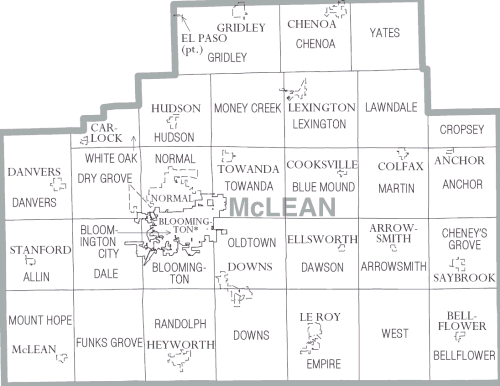
Mapa hrabstwa McLean

## Miasta
- Bloomington
- Chenoa
- Le Roy
- Lexington
- Normal
- Twin Grove (CDP)

## Wioski
- Anchor
- Arrowsmith
- Bellflower
- Carlock
- Colfax
- Cooksville
- Danvers
- Downs
- Ellsworth
- Gridley
- Heyworth
- Hudson
- McLean
- Saybrook
- Stanford
- Towanda